# 1913 w polityce

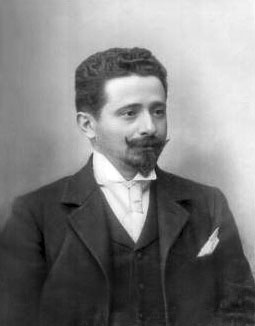
Afonso Costa

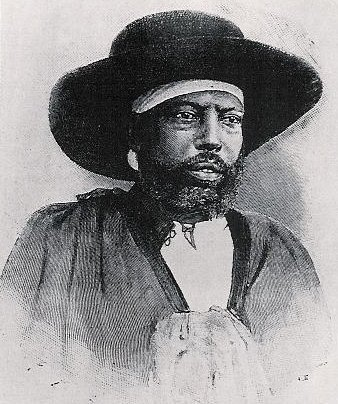
Menelik II

Wydarzenia polityczne w 1913 roku.

## Styczeń
- 16 stycznia – zmarł Oscar Sherman Gifford, amerykański polityk[1].
- 17 stycznia – nowym prezydentem Francji został Raymond Poincaré[2].
- 21 stycznia – nowym premierem Francji został Aristide Briand[2].
- 22 stycznia – tureckie Zgromadzenie Narodowe (Dywan) decyduje się przyjąć warunki pokojowe Ligi Bałkańskiej[3].
- 23 stycznia – w Stambule młodoturcy dokonali zamachu stanu. Władzę objęli działacze partii Jedność i Postęp[2].
- 31 stycznia – zmarł George Swinton Legaré, amerykański polityk[4].
- Afonso Costa został premierem Portugalii[5][6].

## Luty
- 3 lutego – nowy rząd turecki przystąpił do kontrofensywy po cofnięciu wszystkich ustępstw terytorialnych wobec państw bałkańskich[2].
- 18 lutego – zmarł George Lee, konfederacki oficer, adiutant prezydenta Jeffersona Davisa[7].
- 19 lutego – w Meksyku doszło do zamachu stanu – władzę w kraju objął generał Victoriano Huerta[2].
- 22 lutego – obalony przez Huertę prezydent Meksyku Francisco Madero został zamordowany[2].

## Marzec
- 4 marca – Woodrow Wilson został zaprzysiężony na 28. prezydenta Stanów Zjednoczonych[2].
- 6 marca – I wojna bałkańska: kapitulacja tureckiej twierdzy Yanya (Janina) przed wojskami greckimi[8].
- 22 marca – wielkie mocarstwa proponują stronom I wojny bałkańskiej mediację i przedstawiają propozycje pokojowe[9].
- 23 marca – urodził się Heinz Linge, oficer SS, kamerdyner Adolfa Hitlera i autor wspomnień o nim[10].
- 28 marca – siły bułgarsko-serskie wkroczyły do Adrianopola[2].

## Kwiecień
- 16 kwietnia – Turcja poprosiła o zawieszenie broni[2].

## Maj
- 26 maja -– Serbia oficjalnie zaproponowała Bułgarii nowy podział Macedonii[11].
- 30 maja – w Londynie państwa bałkańskie i Turcja podpisały układ pokojowy. W jej wyniku Turcja straciła wszystkie terytoria europejskie (z wyjątkiem wschodniego kawałka Tracji). Grecja uzyskała Kretę, południową Macedonię i zachodnią Trację, Serbia otrzymała pozostałą część Macedonii i (do podziału z Czarnogórą) sandżak nowopazarski. Dzięki aktywności Włoch i Austro-Węgier przewidziano również zachowanie niepodległej Albanii[2].

## Czerwiec
- 1 czerwca – Serbia i Grecja zawarły tajny układ wojskowy skierowany przeciwko Bułgarii[2].
- 29 czerwca – Bułgaria wystąpiła przeciwko Rumunii i swym dotychczasowym sojusznikom – wybuchła II wojna bałkańska[2].

## Lipiec
- 1 lipca – Grecja i Serbia wypowiedziały wojnę Bułgarii[2].
- 29 lipca – powstał Międzynarodowy Komitet Nadzoru, który miał przez 10 lat czuwać nad niepodległością Albanii[2].

## Sierpień
- 10 sierpnia – w Bukareszcie zawarto traktat pokojowy, kończący II wojnę bałkańską[2].

## Wrzesień
- 30 września – w Istambule zawarto pokój pomiędzy Bułgarią a Turcją: Bułgaria traci część zdobyczy z I wojny bałkańskiej[12].

## Październik
- 17 października – w nocy z 17 na 18 października Austro-Węgry kierują wobec Serbii ultimatum żądające zaprzestania okupacji ziem albańskich pod rygorem wszczęcia wojny[13].

## Grudzień
- 9 grudnia – Gaston Doumergue stanął na czele francuskiego rządu[2].
- 10 grudnia – Pokojową Nagrodę Nobla otrzymał Henri La Fontaine[2].
- 12 grudnia – zmarł Menelik II, cesarz Etiopii[14].